# Хёрли, Фрэнк
Джеймс Фрэ́нсис (Фрэнк) Хёрли (англ. James Francis Hurley, 1885—1962) — австралийский фотограф, военный фотограф первой мировой войны, режиссёр-документалист, путешественник — участник нескольких этнографических и трёх экспедиций в Антарктиду.

## Ранние годы жизни
Фрэнк Хёрли родился 15 октября 1885 года в пригороде Сиднея, Глибе, Австралия, в семье Эдварда и Маргатет Хёрли. Третий из пяти детей в семье. В 13 лет Фрэнк бросил школу и устроился на работу на сталелитейный завод «Esk Bank Ironworks» в городке Литгоу. Интерес к фотографии юному Хёрли привил его мастер-наставник на заводе, который был страстно увлечен этим, довольно новым тогда видом искусства, и который часто брал его с собой на «фотопрогулки» в Голубые горы, в окрестностях которых расположен городок.
Через два года Фрэнк Хёрли вернулся домой. По вечерам он продолжал образование в местной технической школе, слушал лекции в Сиднейском университете, а днём работал в телеграфном офисе, где с помощью коллег ближе познакомился с технической стороной фотодела. В это же время он приобрел свою первую фотокамеру Кодак. Свой первый гонорар за сделанные фотографии Фрэнк получил от Edison Phonograph Company.

В 1905 году Хёрли устроился на работу фотографом в Сиднейскую почтовую компанию «Harry Cave», занимавшуюся изготовлением почтовых открыток, и вскоре приобрел известность как профессионал своего дела, а также за ряд выдающихся для своего времени фотографий, в частности, за фотографию приближающегося поезда, снятую непосредственно с железнодорожного полотна. В 1910 году провёл первую выставку своих работ.
Из-за экономического кризиса в 1910 году «Harry Cave» обанкротилась, и Фрэнк Хёрли остался без работы.

## Первые антарктические экспедиции

### 1911—1913
В 1911 году доктор Дуглас Моусон пригласил Фрэнка Хёрли принять участие в качестве фотографа в первой Австралийской антарктической экспедиции. Хёрли принял предложение, и с декабря 1911 по март 1913 года снимал на фото и кинокамеру её работу. Помимо своих основных обязанностей, Хёрли принял активное участие в решении повседневных экспедиционных задач, а также стал участником похода «Южной партии» под руководством астронома Эдварда Бейджа, целью которой было проведение наблюдений за земным магнетизмом в непосредственной близости от южного магнитного полюса земли. С 10 ноября 1912 года по 11 января 1913 года партия в условиях жестокой непогоды прошла по Антарктиде более 600 миль.

Наиболее известными фотографиями Фрэнка Хёрли из этой экспедиции стали «Ледяной гриб», «Буря на мысе Денисон», «В ледяной пещере» и другие. Хёрли вернулся в Сидней осенью 1913 года и уже в августе представил на суд общественности свой фильм «Родина снежных бурь» (англ. Home of the Blizzard), который принес ему всемирную славу. Однако все вырученные от проката фильма деньги и гонорары за опубликованные фотографии, в соответствие с условиями контракта Хёрли, пошли на погашение долгов экспедиции.

### 1914—1916
В октябре 1914 года Фрэнк Хёрли в должности фотографа присоединился к Имперской трансантарктической экспедиции под руководством Эрнеста Шеклтона. На этот раз по условиям контракта Хёрли полагалась зарплата £6 в неделю и 25 % прав на публикацию отснятых фото и видео материалов, однако, по мнению историков, вряд-ли условия контракта были выполнены.

Целью экспедиции Шеклтона было сквозное пересечение Антарктиды от моря Уэдделла до моря Росса. Однако в феврале 1915 года экспедиционное судно Шеклтона «Эндьюранс» оказалось зажатым паковым льдом в море Уэдделла и после продолжительного дрейфа затонуло. Полярникам пришлось значительное время провести на дрейфующей льдине, а после этого по открытому штормовому морю добираться на спасательных шлюпках до ближайшей земли — острова Элефант, откуда они были эвакуированы Шеклтоном в августе 1916 года, после знаменитого путешествия последнего до острова Южная Георгия. Как фотограф экспедиции Хёрли тщательно снимал все её этапы — путь к югу, зимовку на дрейфующем «Эндьюранс», героическую борьбу экипажа за жизнь после гибели судна. Во время экспедиции у её участников сложилось мнение о Фрэнке Хёрли как о человеке, «сделанном из железа» (англ. hard as nails), за его выдающиеся способности выдерживать любые самые суровые испытания и готового пойти на любые жертвы ради удачного снимка. Из описания Шеклтона гибели «Эндьюранс»: 

Тем временем Хёрли настроил свою кинокамеру и снял погибающий «Эндьюранс». В процессе съемки лед с грохотом снес крепления такелажа фок, грот и бизань-мачт. Фор-марс и брам-мачта упали вниз и повисли на обломках фок-мачты с фок-реем. Следом за ними грохнулась грот-мачта, обломившись
в 10 футах над главной палубой. «Воронье гнездо» упало в 10-ти футах от крутящего ручку своей камеры Хёрли, но тот даже не пошевелился и запечатлел уникальную, хотя и грустную картину.
С другой стороны, за свою некоторую «надменность» и «высомерие» он получил прозвище «Принц».

Помимо обязанностей фотографа Хёрли отвечал за тренировки, обучение и кормление своей собачьей упряжки. 17 июня 1915 года упряжка Хёрли победила в так называемом «Антарктическом Дерби» — соревновании собачьих упряжек, устроенном Шеклтоном в честь праздника середины зимы и проведённом во тьме полярной ночи. Полярной же ночью Хёрли сделал одну из своих наиболее известных фотографий окружённого льдом «Эндьюранс». Будучи «мастером на все руки» в мае 1915 года Хёрли смог запустить небольшую электрическую установку, имевшуюся на «Эндьюранс», он разместил лампы освещения в обсерватории, метеостанции и других местах. Помимо этого он также установил два мощных светильника на мачтах, освещавших корабль от борта до борта. Эти лампы имели неоценимое значение на случай возможного разрушения окружавшей корабль льдины. Руками Хёрли была также изготовлена жировая печь, которой полярники пользовались во время дрейфа на льдине и во время зимовки на острове Элефант.

Всего до начала ноября 1915 года Хёрли отснял более 500 негативов, но, к сожалению, бо́льшая их часть решением Шеклтона была уничтожена, было оставлено всего 120, из них двадцать цветных, а также альбом с уже напечатанными фото. Остальные немногочисленные, но ставшие всемирно известными фотографии, такие как, например, «Спасение», были сняты Хёрли на карманный фотоаппарат Кодак. Из тех фото и киноматериалов, что удалось спасти, в 1919 году Хёрли смонтировал фильм «Юг!» (англ. South!, другое название — «В объятиях полярных льдов» (англ. In The Grip of The Polar Pack Ice)), который имел огромный успех. В XXI веке на основе этих же материалов было создано несколько документальных фильмов, посвященных экспедиции.

## Служба военным фотографом
В августе 1917 года Фрэнк Хёрли вступил в ряды Австралийских вооруженных сил (AIF) и в звании капитана был направлен на западный фронт официальным фотографом AIF, где служил вместе с Хьюбертом Уилкинсом. За свою безрассудную храбрость, проявленную при съемке фотографий, Хёрли получил прозвище «Мэд» («Безумный фотограф»). К числу наиболее известных относят фотографии, сделанные Хёрли во время третьей битвы под Ипром, известной также как битва при Пашендале. Это, в первую очередь, «Утро в Пашендале», «Взгляд сквозь окно собора на кладбище, ставшее полем боя», «Лес Шато под Ипром» и другие. Историческая ценность некоторых фотографий, впрочем, была подвергнута серьезной критике (а то и вовсе названа подделкой с запретом на публикации) со стороны военного корреспондента и официального историка AIF Чарльза Бина — Хёрли был убежденным сторонником пикториализма, он считал, что и военные фотографии должны рассказывать историю и вызывать эмоции, и поэтому часто прибегал к фотомонтажу путём создания фотографий методом композитного наложения нескольких фотопластин. Конфликт с Бином привел к тому, что в конце 1917 года Хёрли подал в отставку, но был направлен на Ближний восток, где и прослужил до конца войны.

## Последующие годы жизни
Во время службы в Каире Фрэнк Хёрли познакомился с молодой оперной певицей Антуанеттой Розалин Лейтон — дочерью офицера Индийской армии и после десятидневного романа женился на ней 11 апреля 1918 года, а после окончания войны вместе с ней вернулся в Сидней. Последующие четыре десятилетия Фрэнк Хёрли продолжал заниматься любимым делом — снимать фильмы. В начале 1920-х годов он принял участие в экспедициях на острова Торресова пролива и Папуа-Новая Гвинея, в 1929—1931 годах в Британско-австрало-новозеландской антарктической исследовательской экспедиции доктора Моусона (БАНЗАРЭ). В 1930-х он работал на кинокомпанию «Cinesound Movietone Productions», снимая фильмы, прославляющие австралийские достижения, такие как «Симфония стали» (англ. Symphony of Steel, 1932) и «Становление нации» (англ. A Nation Is Built, 1938). Во время второй мировой войны работал военным фотографом на Ближнем востоке, подготовив более 60 видеообзоров текущих событий и сняв 11 фильмов для британского Министерства информации. После войны в 1946 году окончательно осел в Австралии и большую часть времени занимался чтением лекций, публикацией фотографий и журналистикой. В 1948 году была издана его книга «Аргонавты Шеклтона» (англ. Shackleton's Argonauts), а в 1955 «По Австралии вместе с камерой» (англ. Australia: A Camera Study).
Фрэнк Хёрли умер у себя дома на Колларой плато (северный пригород Сиднея) от сердечного приступа 16 января 1962 года. У него остались сын и трое дочерей.
Наиболее ёмкую характеристику Фрэнку Хёрли — профессионалу своего дела, дал Лайонель Гринстрит — первый помощник капитана «Эндьюранс»: 

Хёрли — это воин со своей камерой, готовый отправится куда угодно или сделать всё, что угодно, ради фото.

## Награды
- Полярная медаль (1914) — за участие в Австралийской антарктической экспедиции[24].
- Полярная медаль (1916) — за участие в Имперской трансантарктической экспедиции[24].
- Воинская медаль (1918) — за мужество и преданность долгу[24].
- Полярная медаль (1934) — за участие в Британско-австрало-новозеландской антарктической исследовательской экспедиции[24].
- Орден Британской империи (1941) — за службу военным фотографом AIF[24].

## Некоторые из наиболее известных фотографий
- Эндьюранс в паковом льду (1915)
- Эндьюранс
- Фрэнк Хёрли и Эрнест Шеклтон в "Океанском лагере"
- Лес Шато под Ипром, 1917
- 1-й австралийский дивизион около Хоге, 1917

## Краткая фильмография
- Родина снежных бурь (англ. Home of the Blizzard) (1913) (документальный)
- В неизвестности (англ. Into the Unknown) (1914) (документальный)
- «Юг!» (англ.) на сайте Internet Movie Database (1919) (документальный) — оператор, режиссёр
- Pearls and Savages[англ.] (1921) (документальный) — режиссёр
- «Женщина джуглей» (англ.) на сайте Internet Movie Database (1926) — автор сценария, режиссёр
- The Hound of the Deep[англ.] (1926) — автор сценария, режиссёр
- The Squatter's Daughter (англ.) на сайте Internet Movie Database (1933) — оператор
- The Silence of Dean Maitland (англ.) на сайте Internet Movie Database (1934) — оператор
- Grandad Rudd (англ.) на сайте Internet Movie Database (1935) — оператор